# L'entrata in guerra
(Da una scheda rimasta dattiloscritta nelle sue carte e cit. in Italo Calvino, Romanzi e Racconti volume primo, "I Meridiani", Mondadori, Milano, 1991, p. 1316.)
L'entrata in guerra è una raccolta di racconti di Italo Calvino uscita per la prima volta nel 1954 presso Einaudi, nella collana "I gettoni". Comprende tre racconti, il primo già uscito sulla rivista "Il Ponte" (8-9, agosto-settembre 1953), il secondo su "Nuovi Argomenti" (2, maggio-giugno 1953) e il terzo inedito. I tre racconti sono stati poi inseriti nella sezione "Le memorie difficili" de I racconti (1958).

## Trame
- L'entrata in guerra. Il 10 giugno 1940 il protagonista-narratore[2] va al mare con l'amico Jerry Ostero, che qui corteggia una ragazza. Poi si entra in guerra; il fratello dell'amico, Filiberto, è un ufficiale in licenza, incerto se raggiungere il fronte in anticipo. Quindi cade una bomba sulla città e il protagonista si dà da fare, aiutando come può la Croce Rossa, tra i profughi, comandato dal maggiore Criscuolo. Tornando a casa, vede Mussolini passare in automobile.
- Gli avanguardisti a Mentone. L'io narrante (Calvino diciassettenne) si rende disponibile, insieme all'amico Biancone[3], a partecipare insieme ad altri giovani avanguardisti del suo paese (Sanremo) ad una missione di rappresentanza a Mentone, dove deve arrivare una legione di giovani falangisti spagnoli. Mentone era da poco stata conquistata alla nemica Francia e costituiva la nuova cittadina di frontiera. I giovani, in un'atmosfera goliardica che esalta la retorica fascista, si ritrovano in una città evacuata e proseguono un saccheggio delle poche cose rimaste nelle case abbandonate. Da un iniziale senso di disagio dato dall'appropriarsi di cose altrui, si passa all'esaltazione del predatore. Solo l'io narrante si sottrae alla generale prova di ardimento, forza e prepotenza, a costo di passare da vigliacco.
- Le notti dell'UNPA. L'io narrante è lo stesso dei due racconti precedenti (Calvino, questa volta sedicenne[4]) ed anche il coprotagonista è il Biancone de Gli avanguardisti a Mentone, l'amico esperto che accompagna l'autore alla scoperta della notte. I due ragazzi vengono incaricati dall'UNPA[5] della sorveglianza notturna di una scuola elementare. L'incarico, accolto con incosciente entusiasmo, si trasforma in una esaltante avventura alla scoperta della notte e dei misteri del mondo degli adulti.

## Edizioni
- L'entrata in guerra, Einaudi ("I gettoni), Torino, 1954.
- L'entrata in guerra, Einaudi ("Nuovi coralli" n. 88), Torino, 1974.
- in Romanzi e racconti, vol. 1, Mondadori, Milano 1991, pp. 483–545 ("I Meridiani")

traduzioni
- (EL)  Hē eisodos ston polemo. Tria aphēgēmata, trad. di Antaios Chrysostomidēs, Kastaniōtē, Athēna 2005
- (EN)  Into the war, trad. di Martin McLaughlin, Penguin Books, London 2011
- (ES)  La entrada en guerra, trad. di Carlos Gumpert, Siruela, Madrid 2011